# Mendive
Mendive (tiếng Basque: Mendibe) là một xã thuộc tỉnh Pyrénées-Atlantiques trong vùng Nouvelle-Aquitaine miền tây nam nước Pháp.